# Rue
Pour les articles homonymes, voir Rue (homonymie).
 (avril 2016).

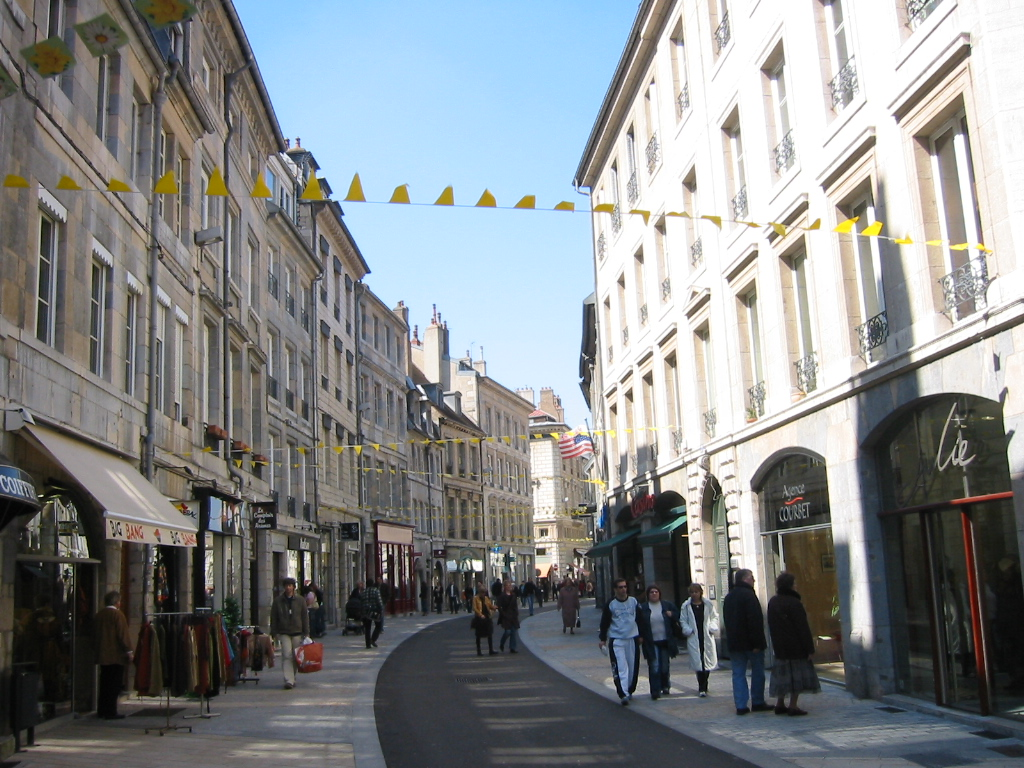
Une rue piétonne à Besançon.

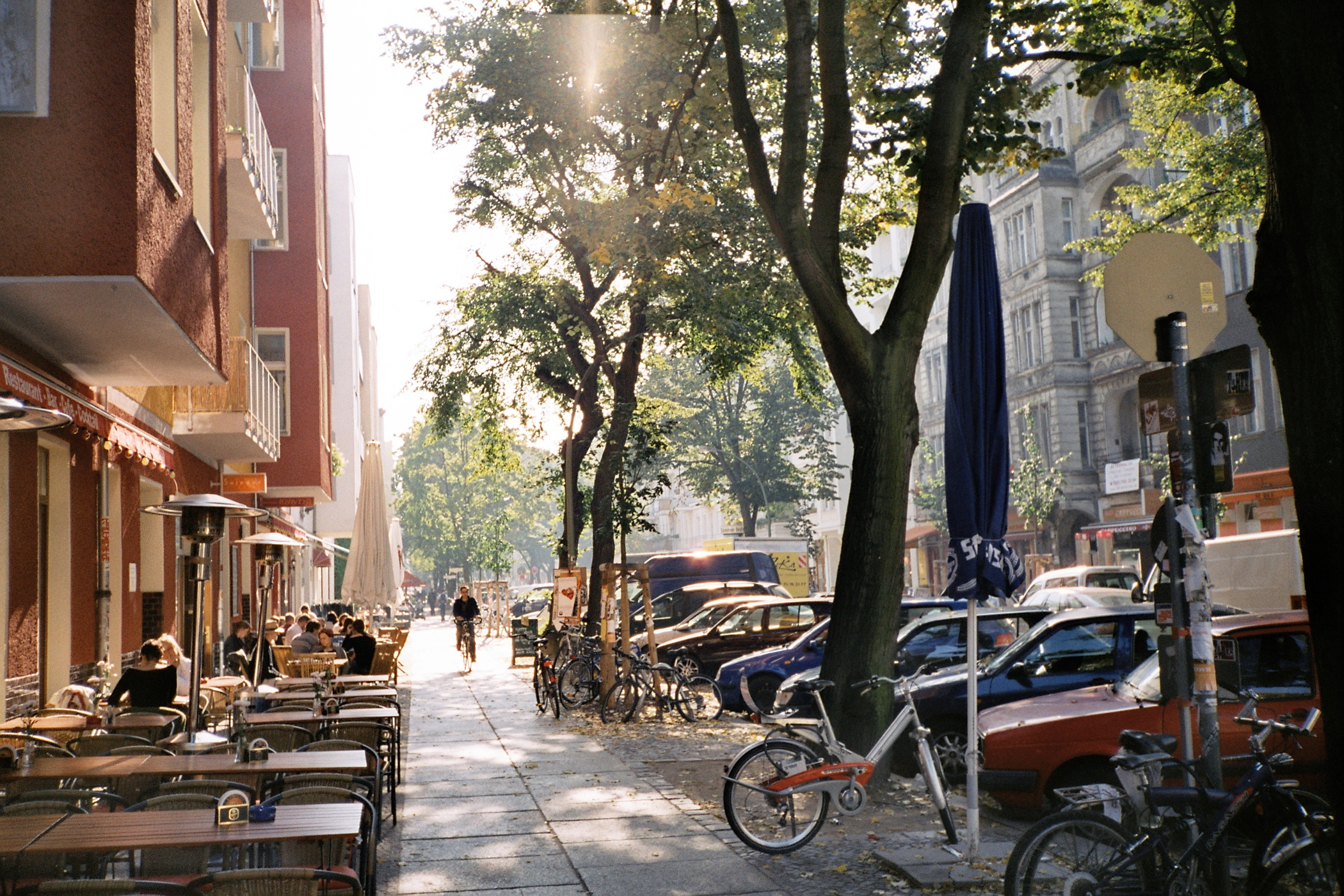
Une rue à Berlin.

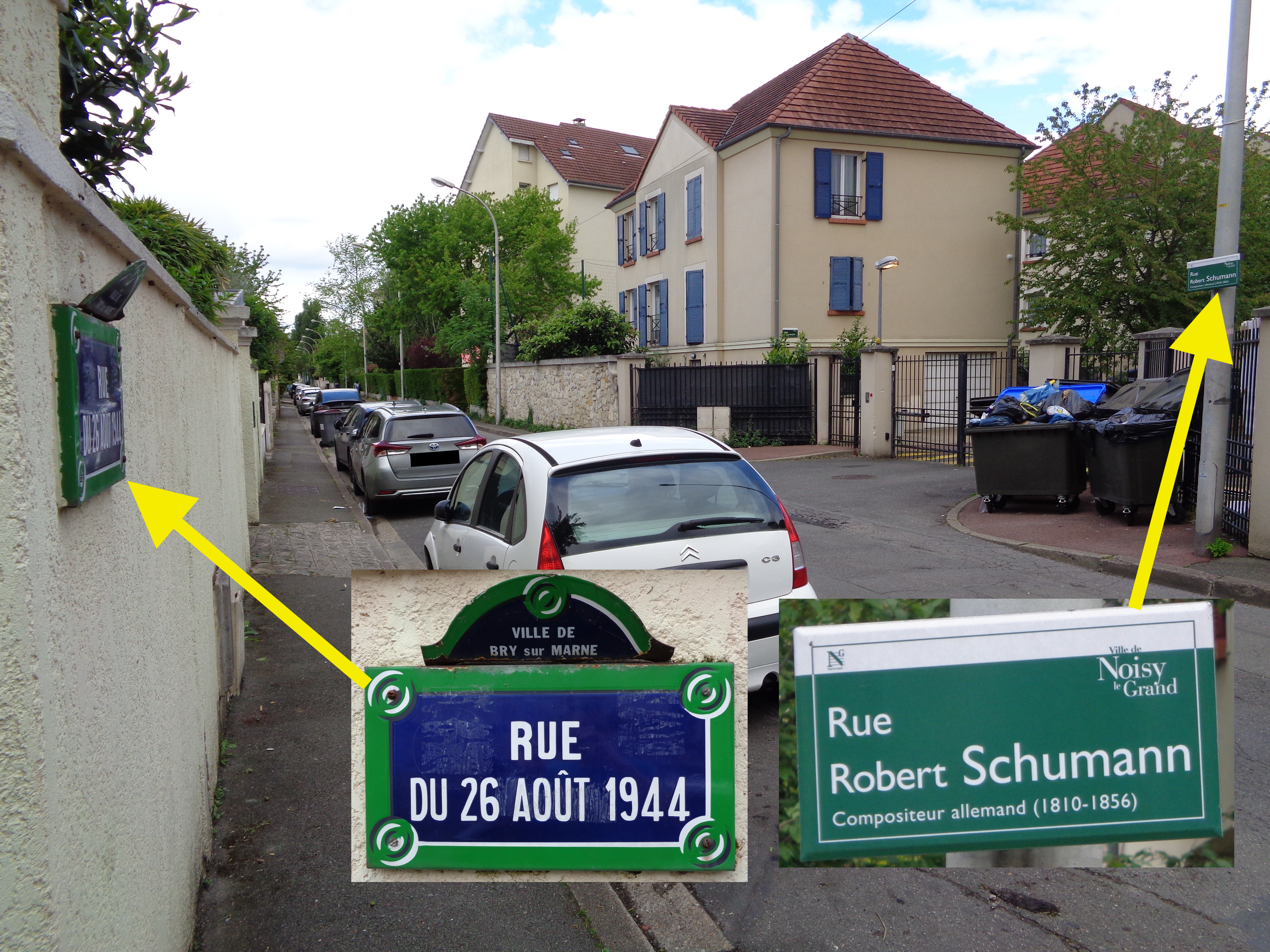
Rue à deux noms sur la ligne entre deux villes et deux départements (le 94 et le 93) en France.

La rue est un espace qui dessert habituellement des logements ou d'autres structures fonctionnelles dans une agglomération. Elle structure les différents quartiers de cette dernière et les met en relation, s'inscrivant de ce fait dans un réseau de voies à son échelle. Au niveau local, c'est aussi un espace public, lieu de rencontres et d'échange (notamment par les commerces) où s'exerce et se construit la sociabilité des individus et des groupes sociaux. Enfin, par le biais de la manifestation, la rue peut devenir un lieu de contestation. C'est donc potentiellement un espace politique, particulièrement dans les quartiers centraux.
La rue se distingue des autres voies urbaines (voirie) comme les allées, les cours ou les boulevards et avenues par sa relative faible largeur notamment, et par l'absence de contre-allées.
Une rue particulièrement étroite peut être qualifiée de ruelle. Une rue ne possédant qu'un point unique d'entrée et de sortie est une impasse ou cul-de-sac.
Dans les villes où des véhicules sont présents, les rues peuvent selon la législation applicable être en tout ou partie ouverte à la circulation motorisée. Dans ce cas, une rue est perçue par le conducteur comme une route en agglomération par opposition à une route hors agglomération, et cela indépendamment de la dénomination de cette rue : impasse, boulevard, avenue, allée, voie, passage notamment. À des fins pratiques, cela a conduit à des aménagements.
De ce fait, une séparation des flux de circulation par type d'usagers peut exister:
- trottoirs pour les piétons, ou rue dédiée : rue piétonne ;
- aménagement cyclable pour les vélos ;
- chaussée pour les véhicules motorisés, éventuellement scindée en voies réservées aux bus et voies non réservées ;
- rails pour le tramway.

## Histoire et étymologie

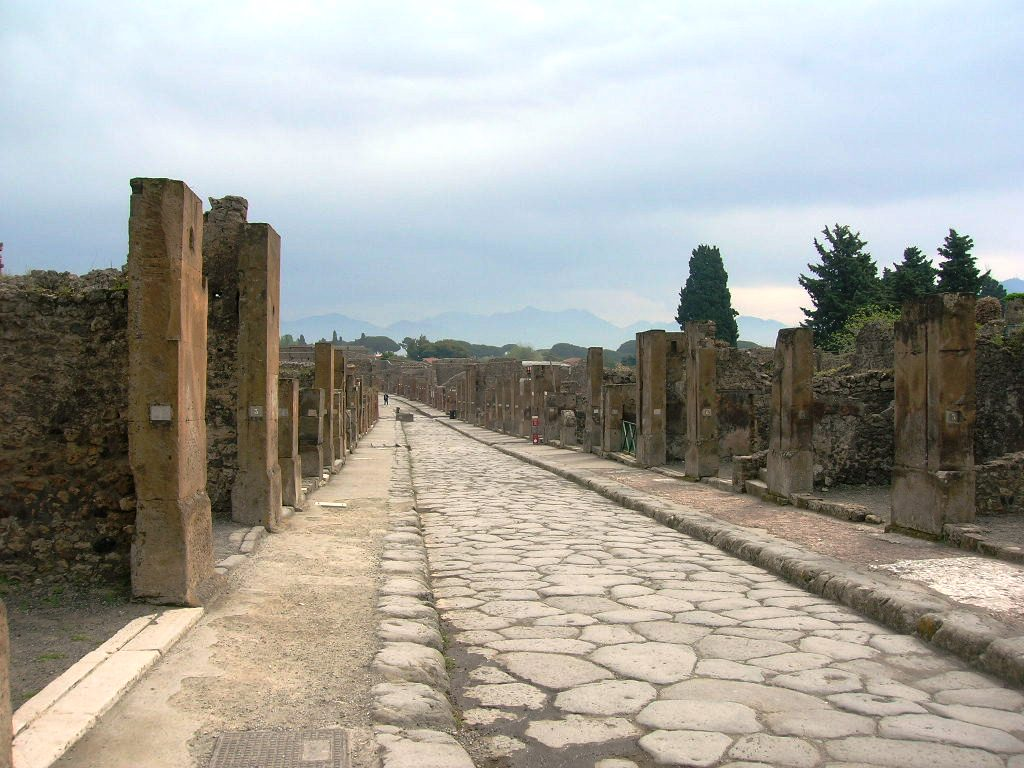
Voie romaine à Pompeii.

Le mot « rue » vient du latin ruga, signifiant « chemin bordé de maisons ».
Dans l'antiquité grecque, les rues n'étaient pas dallées et pouvaient devenir boueuses avec l'humidité de l'eau. Durant l'antiquité, est rattaché le concept de plan en damier, de Hippodamos de Milet.
La notion de rue évolue à Londres puis à Paris au XIIe siècle et XIIIe siècle. Les rues médiévales sont tortueuses, étroites, obscures, encombrées.
Au XVIe siècle, sont introduits des traités de police qui réglementent l'usage de la rue, et conduisent à installer de nouvelles facilités telle que l'égout ou l'eau courante.
Jusqu'en 1880, la rue donne plus de place au piéton que cavalier, au roulier qu'au char. Toutefois dès cette époque, des accidents sont présents sous l'influence des sabots des chevaux ou des roues des chars. En 1900, Paris compte encore 80 000 chevaux en activité. Ensuite, l'invention du tramway, de la voiture motorisée et du camion modifie la rue.

## Dénomination et numérotation des rues

### Noms de rues

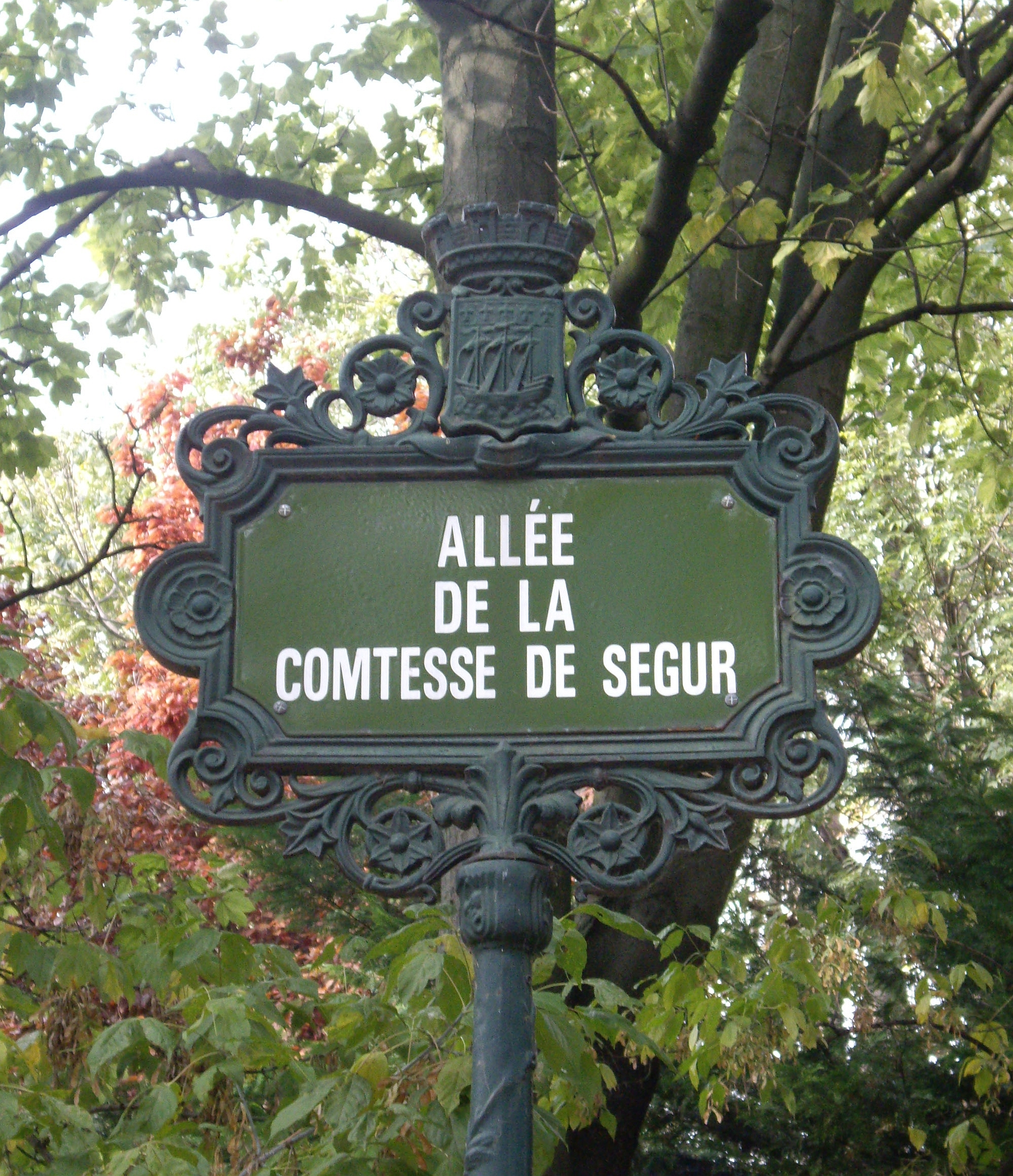
Plaque de rue au parc Monceau, à Paris.

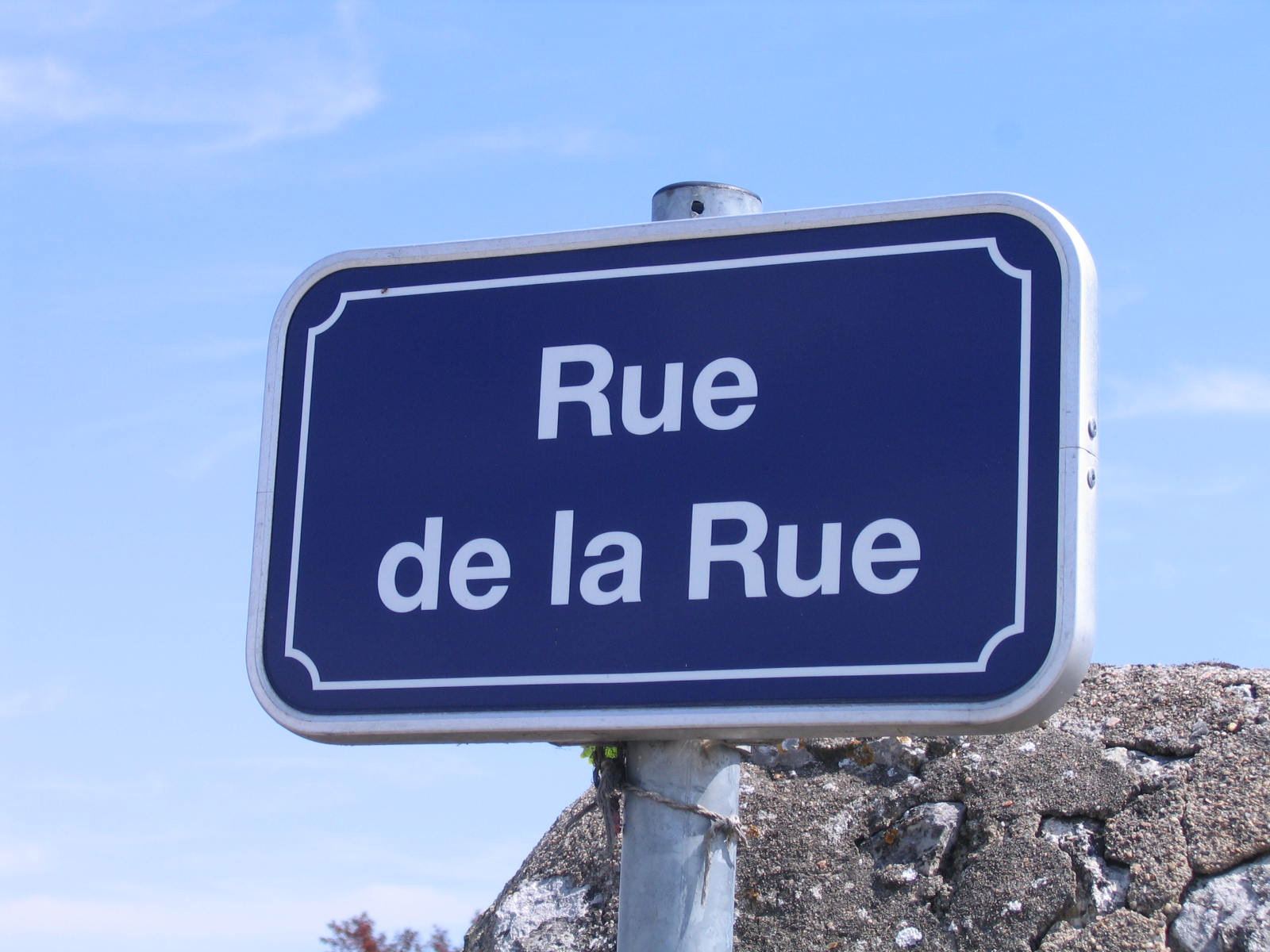
Plaque Rue de la Rue à Suèvres.

Un nom de rue (et de voie en général), s'appelle un odonyme.
Les rues sont souvent nommées d'après des personnalités, des lieux ou des dates d'événements particuliers, de notoriété locale ou élargie. Dans les villes récentes dont le plan est en quadrillage, les rues portent parfois simplement un numéro en guise de nom (ce principe est utilisé principalement à New York).
Dans les quartiers récents et périphériques, pour des raisons mnémoniques, on choisit souvent un thème commun pour toutes les rues du quartier (par exemple, noms de musiciens, noms d'oiseaux, de fleurs...).

#### Féminisation des noms de rues
De nombreuses villes en France (Paris, Blois, La Roche-sur-Yon, etc.), en Belgique (Bruxelles), en Suisse (Fribourg, Genève, Lausanne, Neuchâtel, Zurich, etc.), en Allemagne (Berlin, Cologne, Munich, etc.), en Espagne (Barcelone, Burgos, Valence, etc.), au Mexique et au Royaume-Uni (Bradford, Édimbourg, etc.) notamment travaillent à la féminisation des noms de rues, d'espaces publics et d'équipements.
En France, on estime que seules 6 % des rues portent un nom de femme. Par ailleurs, ce sont souvent des rues secondaires. L'objectif est de donner plus de place aux femmes dans le nom des rues.

### Plan de numérotation des maisons et immeubles

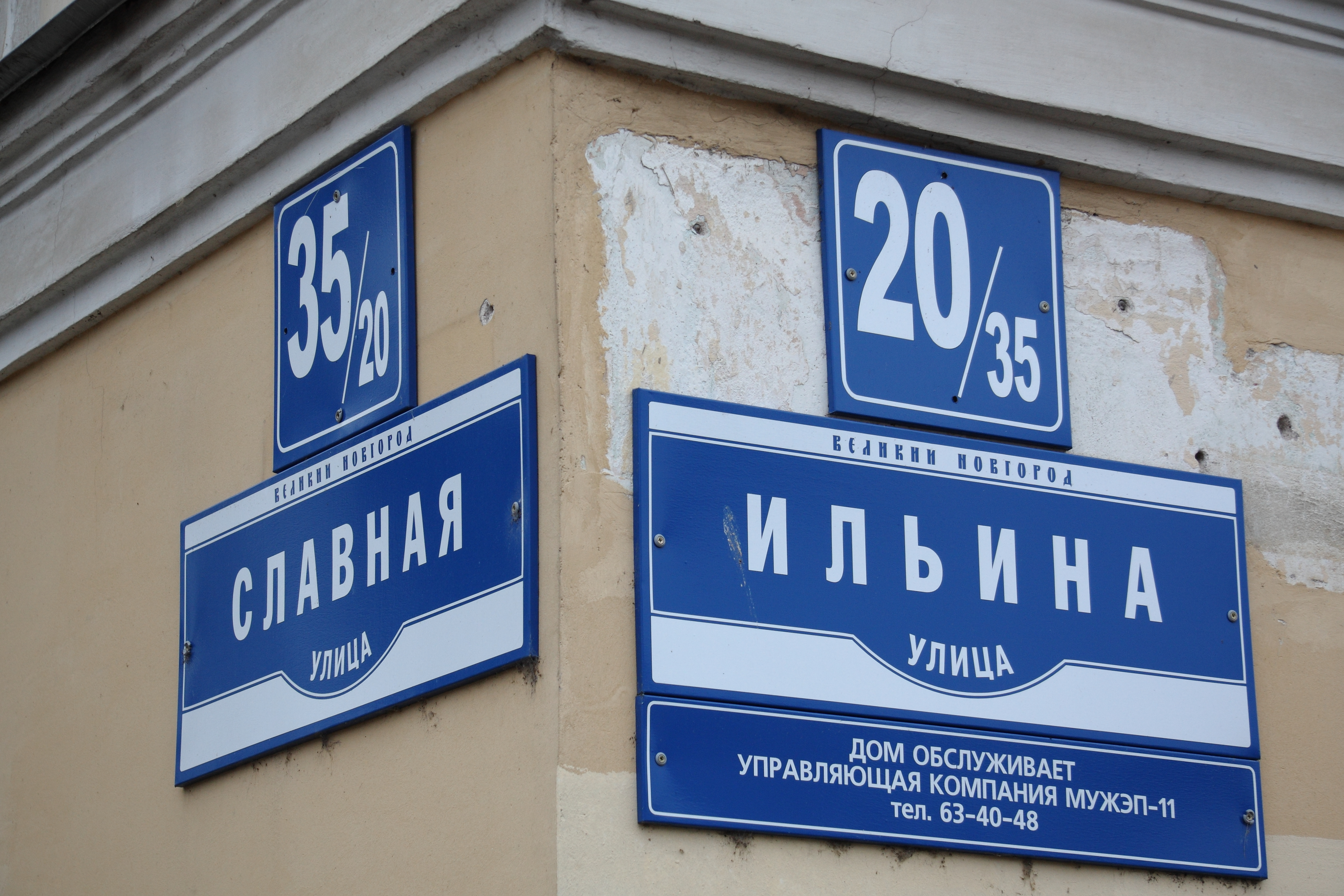
Numéros d'immeuble composites à Novgorod (Russie). À gauche, la rue Slavnaïa, à droite, la rue Iliina.

Selon les pays, les numéros sont attribués de manière systématique ou non. Quelques règles de numérotation fréquemment appliquées :
- numéros pairs d'un côté de la rue et numéros impairs de l'autre ;
- numéros croissants dans la direction opposée au centre-ville ;
- numéros arbitraires se suivant un à un, avec utilisation éventuelle de numéros bis et ter pour départager des subdivisions d'une parcelle portant initialement un seul numéro ;
- numéros représentant une distance (en mètres) depuis l'entrée de la rue.

En France, les numéros sont attribués par la commune ou son agglomération de façon non systématique, et indépendamment des services postaux, par côtés pairs et impairs, en numérotation métrique ou non.

## Aménagement de la rue

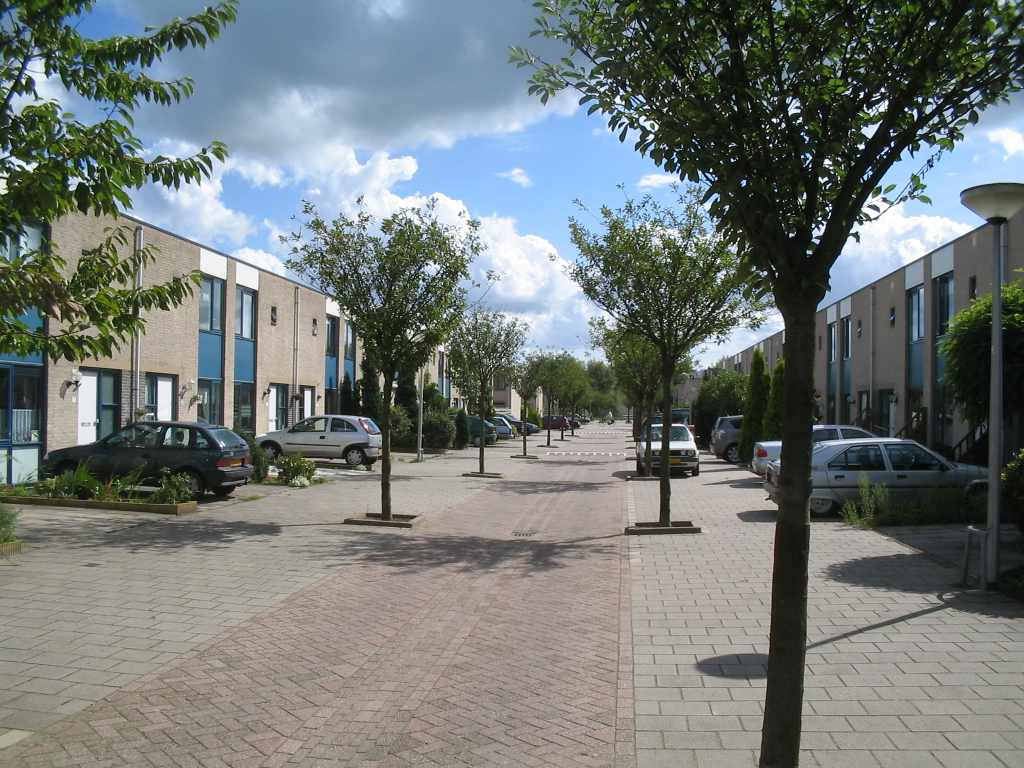
Une rue à Delft (Pays-Bas).

La rue peut avoir différents revêtements, différents gabarits de voirie. La limite peut prendre des formes et aspects très variés : mur en limite, clôture en bois, pierre, métal, haie taillée ou vive, etc.
Le végétal peut trouver sa place en alignement d'arbres, plantations de pleine terre ou en pot, etc.
Afin d'améliorer la gestion des eaux pluviales, la déconnexion au réseau est préconisée, c'est-à-dire le traitement des eaux pluviales à la source, au plus près du point de chute, de préférence au sein d'espaces perméables assurant plusieurs fonctions, techniques et paysagères.

## Évènements dans la rue

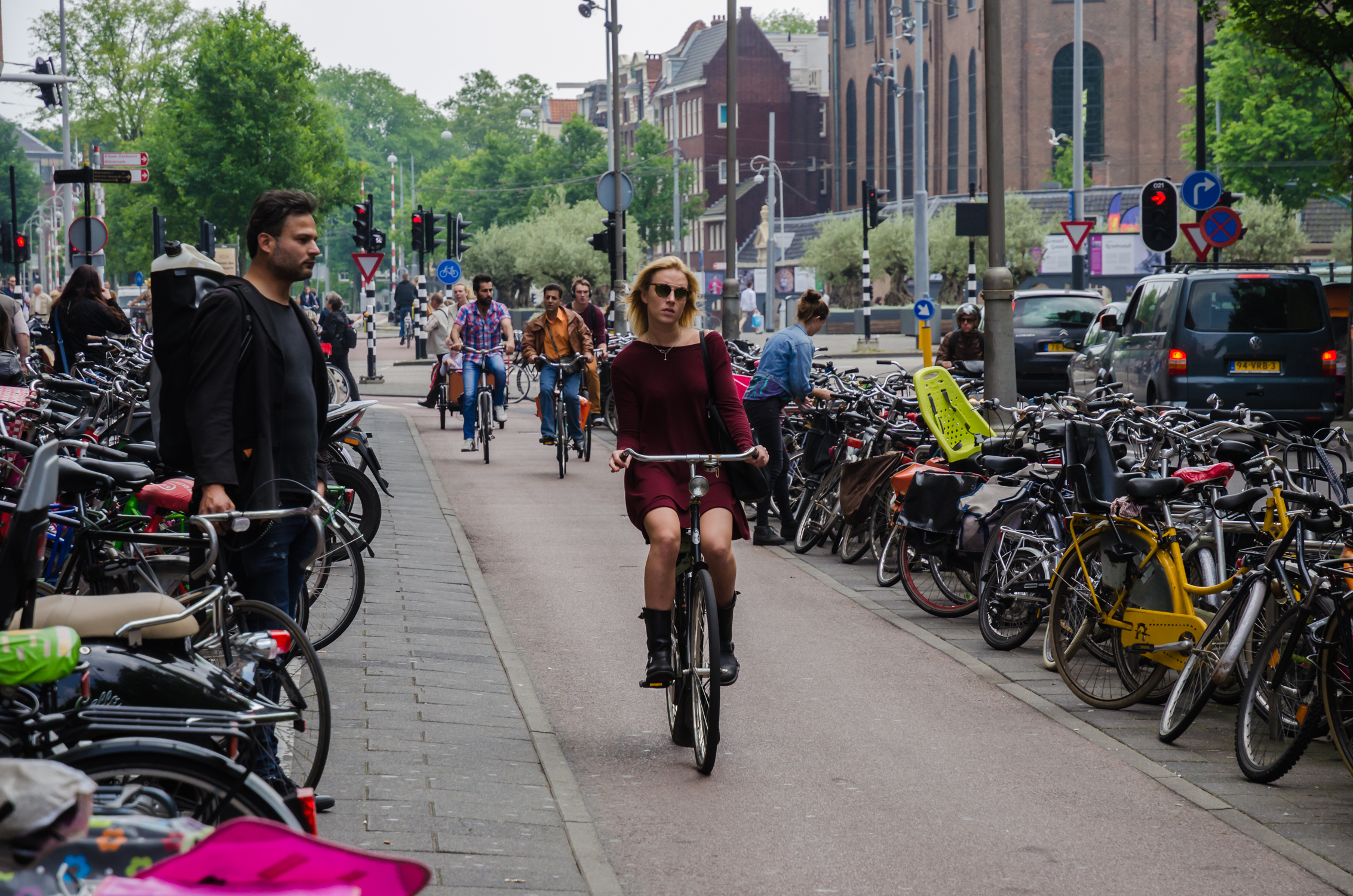
Circulation à vélo à l'abri de la circulation, le long d'une piste cyclable entièrement séparée, à Amsterdam (Pays-Bas).

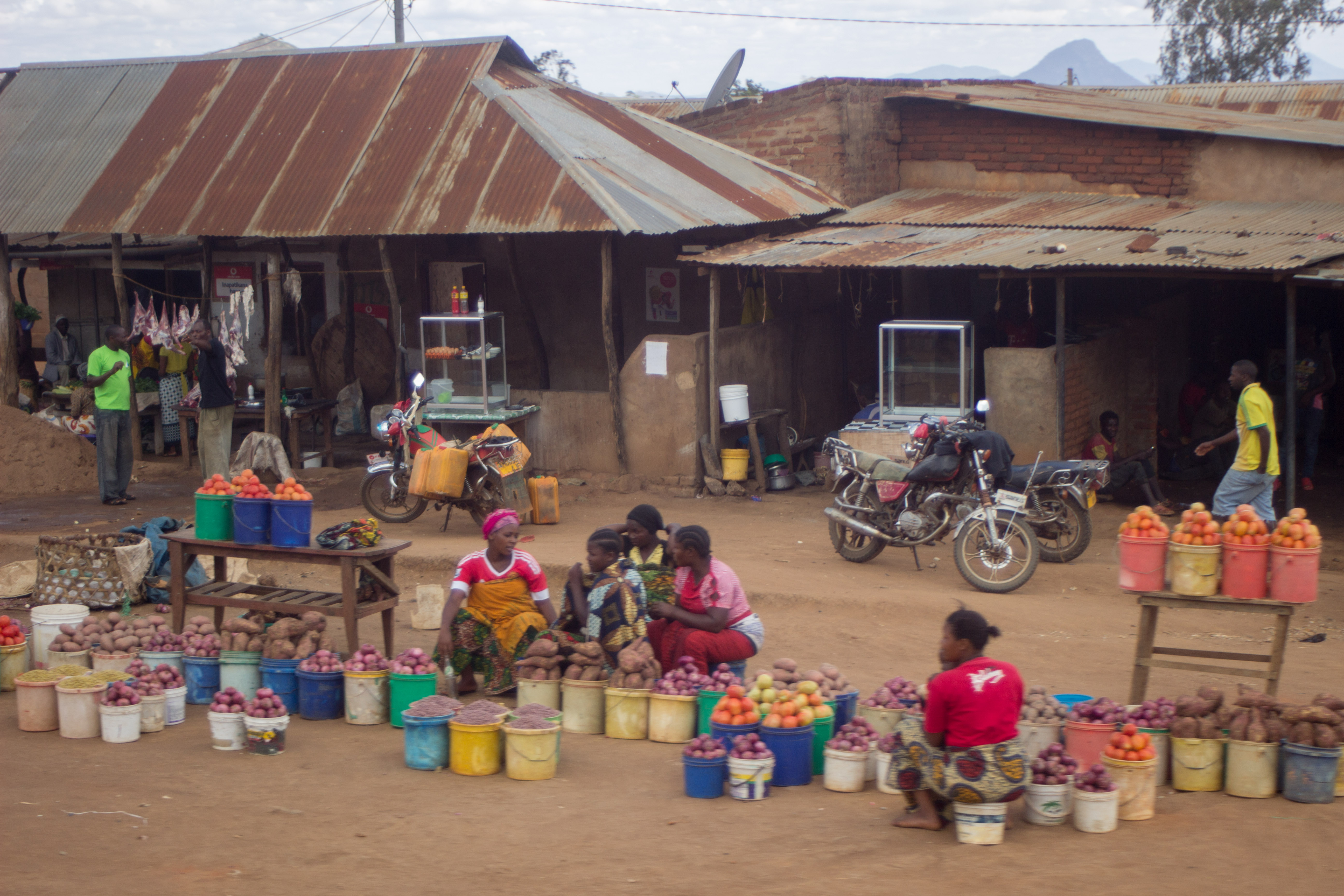
Vendeurs de rue en Tanzanie.

### Manifestations
Comme l'explique Christine Lazerges, « l'histoire est riche de descentes dans la rue, de combats de rue, de manifestations de rue. La rue, parce que espace public, est un lieu privilégié d’expression politique ou artistique ou encore de convivialité, signe de lien social harmonieusement tissé ».

## Professionnels travaillant dans la rue

### Services

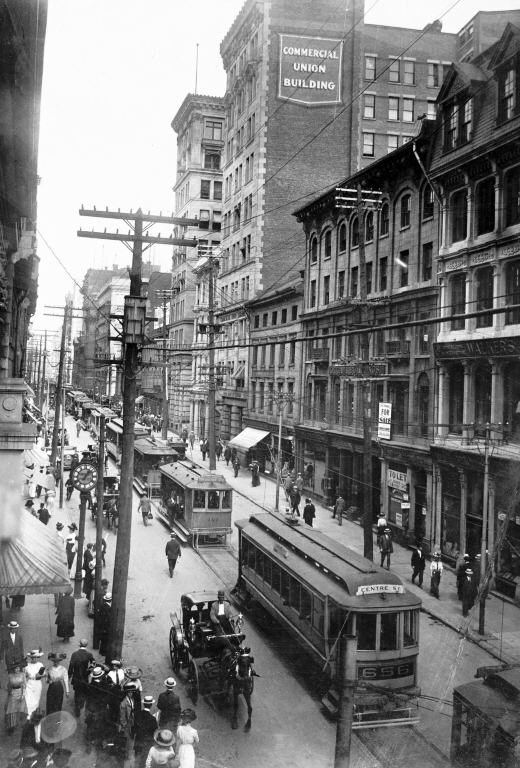
Rue Saint-Jacques à Montreal (Canada) en 1910.

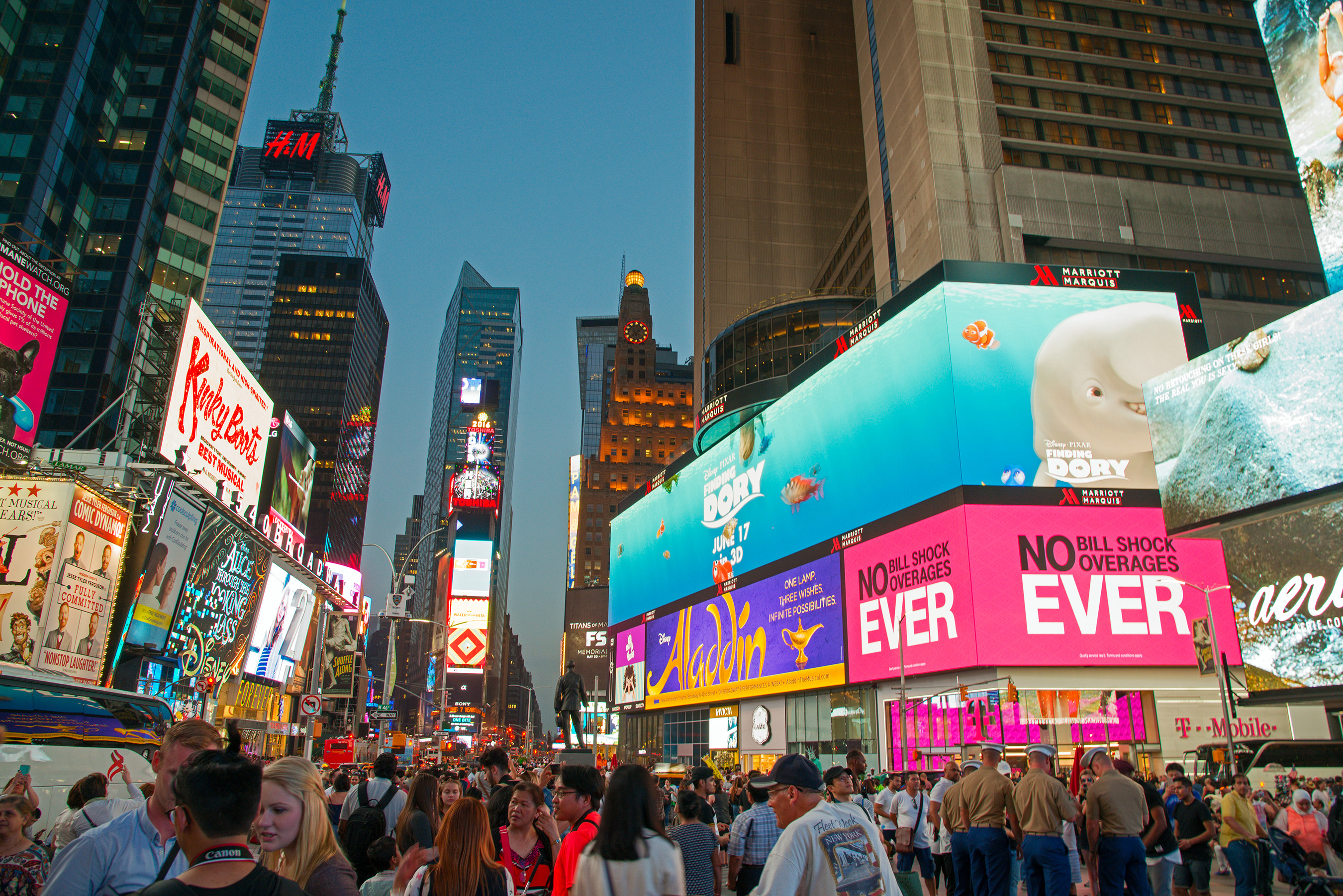
Une rue à Times Square, Broadway (New-York).

De nombreux professionnels liés aux services publics ou d'intérêts généraux sont amenés à travailler dans la rue : éboueurs, policiers, pompiers, agents d'entretien (des espaces verts, des réseaux...), facteurs...
Les taxis sont souvent liés à l'image de la rue. Les livreurs connaissent une diversification au XXe siècle avec les livreurs à moto, cyclistes, etc.

### Publicité et communication
La rue est de longue date utilisée pour faire de la publicité, de façon fixe (pré-enseignes et enseignes) ou mobile (« homme-sandwich », distributeurs de tracts...).

### Activités mobiles
Les camions-restaurant ou camion-cantine (baraque à frites, food-truck...)  sont des véhicules équipés d'installation pour la cuisson, la préparation et la vente d'aliments et de boissons. Ils stationnent dans des rues ou d'autres espaces publics.

### Activités illégales

#### Ventes illégales
Les ventes illégales peuvent concerner des stupéfiants, des faux et contrefaçons, etc.

#### La prostitution de rue
La prostitution de rue ou tapin est une prostitution qui consiste à racoler les clients en marchant sur la voie publique ou assise (chaise personnelle, escaliers d'entrée d'immeuble, etc.), mais généralement dans une tenue aguichante.
La forme la plus voyante est en général limitée par la police à certaines rues et certains horaires, souvent dans des quartiers dits « chauds », mais certaines prostituées à l'allure discrète opèrent dans les quartiers passants.

### Autres professionnels travaillant dans la rue en France

#### Les éducateurs de rue ou éducateurs spécialisés en prévention spécialisée
Les éducateurs de rue sont des personnes travaillant dans le cadre d'une mission de service public d'aide à la jeunesse.

#### Le Samu social
Le Samu social est une structure d'aide aux sans abri. Le premier fut le Samu social de Paris, créé en 1993 par Xavier Emmanuelli. Les Samu sociaux sont joignables en France par le numéro de téléphone « 115 ».

#### La brigade anticriminalité
La brigade anticriminalité (Bac) est issue des brigades de surveillance de nuit (BSN), qui comme leur nom l'indique n'opéraient que de nuit - le changement de nom a donc coïncidé avec une extension du mandat.

## Usagers de la rue

### Passants

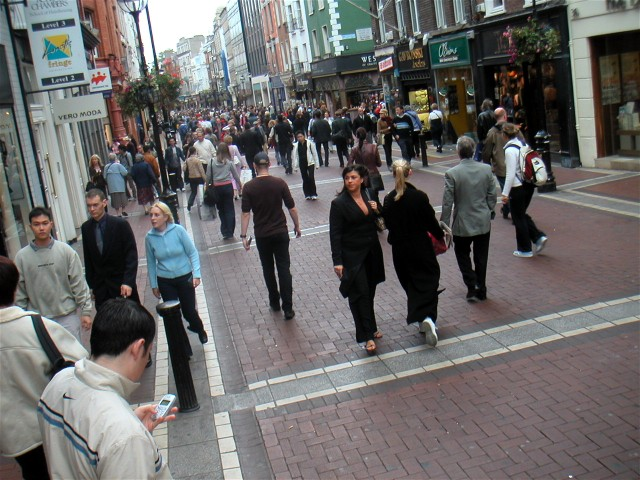
Passants dans la Grafton Street, à Dublin (Irlande).

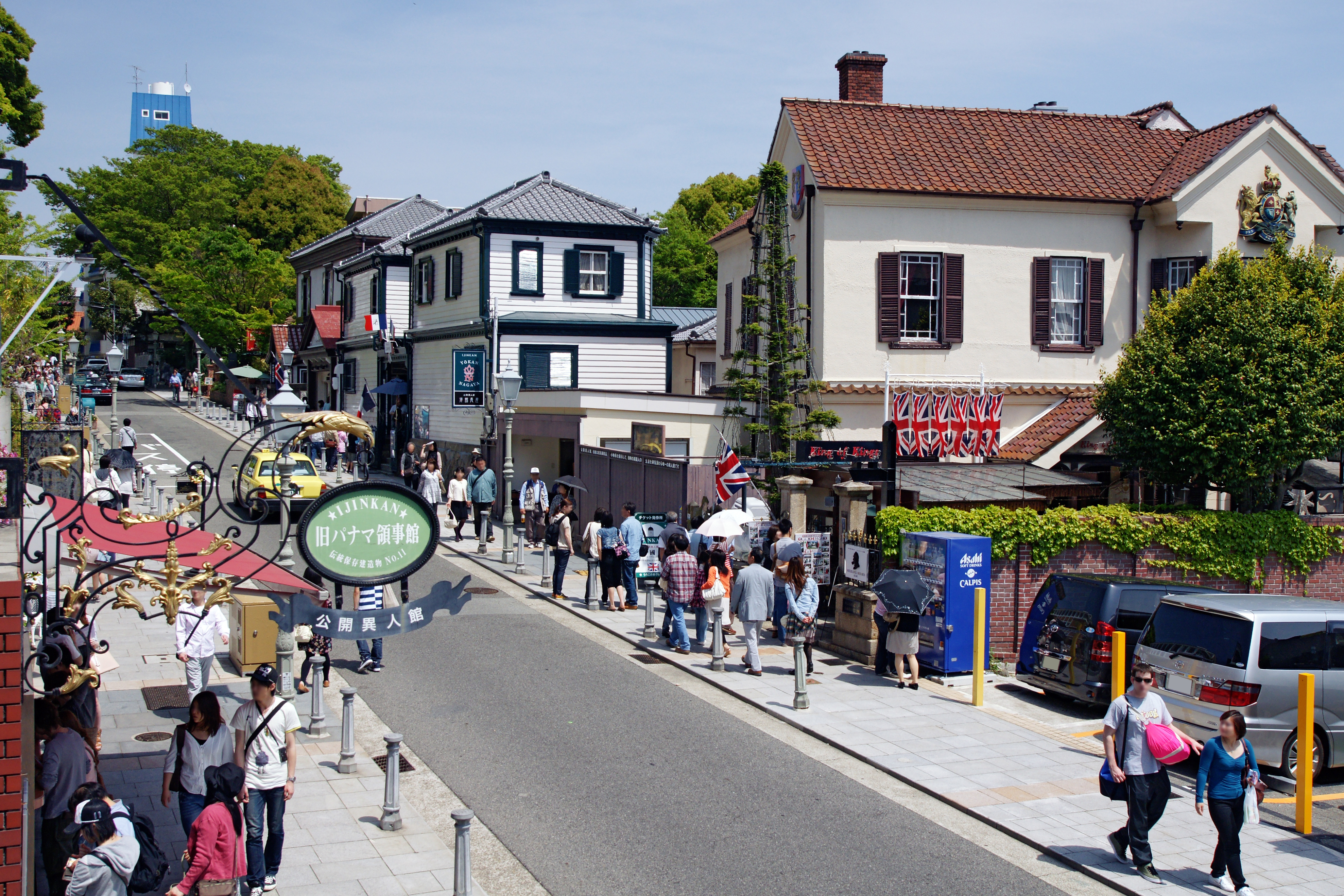
Passant dans une rue à Kobe (Japon).

Les passants peuvent être des promeneurs, des personnes se rendant sur leurs lieux d'activité (travail, loisir, lieu associatif, etc.), des écoliers sur le chemin de l'école, des consommateurs recherchant des commerces...

### Rues aux enfants ou rues vivantes
Avant l'arrivée en masse de la voiture dans l'espace public, la rue avait avant tout un usage piéton.
Au XXIe siècle, certaines associations ou collectivités cherchent à redonner plus de place au piéton et aux enfants dans la rue. Ainsi, certaines villes au Royaume-Uni et en Inde ferment la rue aux voitures certains dimanche matin.
En Belgique, le code de la route belge prévoit une interdiction de circulation motorisée pendant certaines heures et jours pendant les vacances dans les rues réservées au jeu (en néerlandais : speelstraat ; en allemand : Spielstraße), où les enfants peuvent jouer.
En France, les rues aux enfants sont des rues temporairement fermées, pour proposer des évènements ludiques, souvent autour des modes actifs (vélo, trottinettes, etc.). C'est parfois l'occasion de tester un aménagement pour qu'il devienne plus pérenne.
En Belgique, aux Pays-Bas et au Royaume-Uni, les rues scolaires sont des zones piétonnes autour d'une école (primaire), fermées temporairement à la circulation motorisée aux heures de rentrée et de sortie des classes dans le but d'apaiser la rue pour les enfants arrivants à pied ou à vélo .

### Sans domicile fixe
Les sans domicile fixe dorment ou errent souvent dans la rue.

### Mendiants
La mendicité est un phénomène très ancien.

## Cartographie des rues

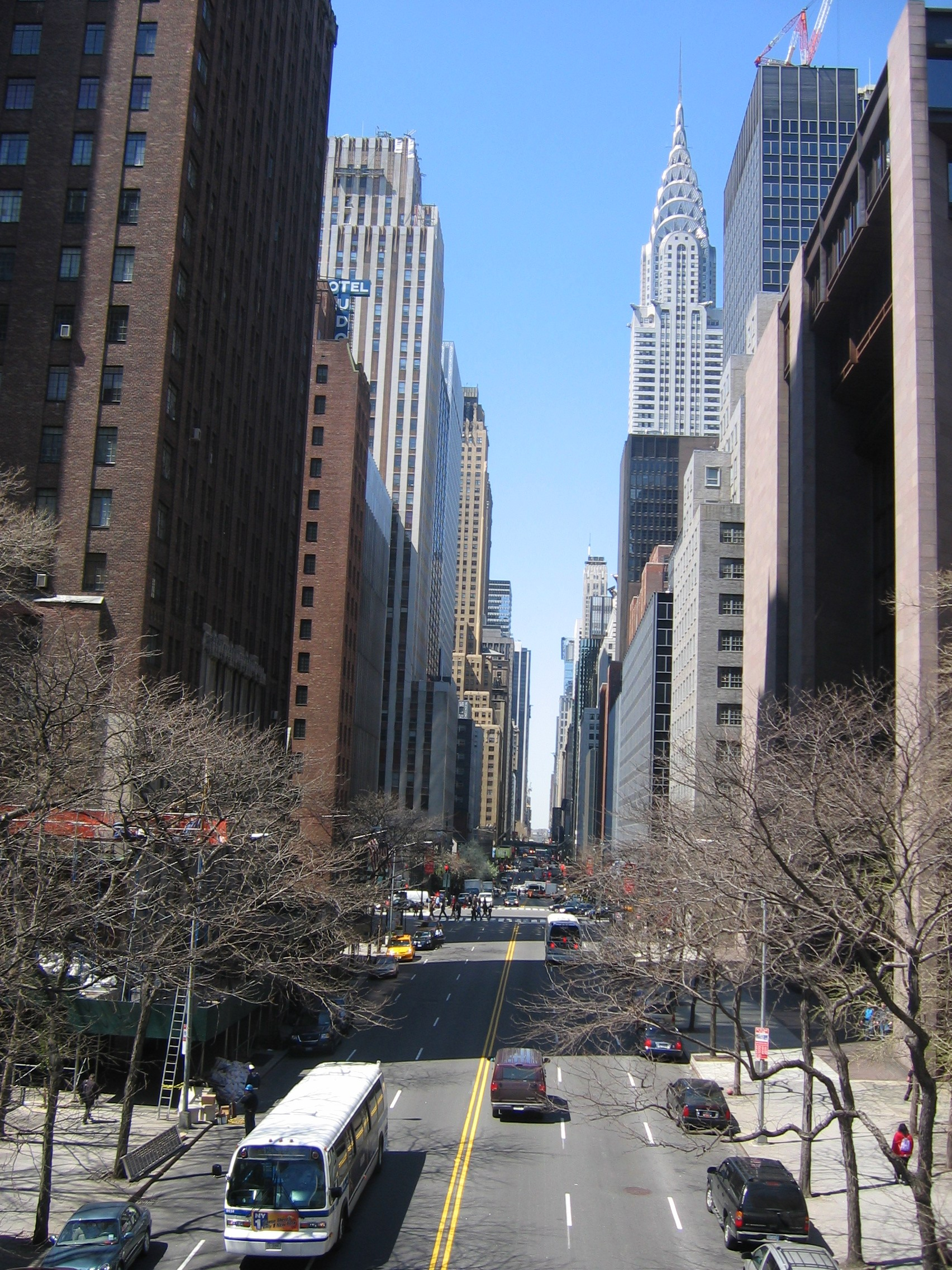
La à New York.

Depuis des siècles, dans certains pays, de nombreux plans urbains ont été établis par les géomètres, qui cartographiaient les rues, où les maisons sont généralement repérées par un numéro (éventuellement pair, impair selon le côté).
Cette cartographie s'est récemment à la fois numérisée et mondialisée avec du côté des acteurs privés Google Maps, et du côté des acteurs de la communauté du libre et du bien commun OpenStreetMap.
En France, une réforme dite « anti-endommagement des réseaux » (ou DT–DICT), en vigueur depuis le 1er juillet 2012, a encouragé les collectivités à réaliser un « plan corps de rue simplifié » (PCRS) avant 2019 pour les unités urbaines, et avant 2026 pour les territoires ruraux. Ce PCRS comprend principalement les tracés suivant :
- les bordures de trottoirs qui limitent la voie publique ;
- la verticale des façades des bâtiments ;
- les affleurants de réseaux.

Un géomètre était autrefois systématiquement nécessaire pour localiser précisément les réseaux, désormais le PCRS, sous la responsabilité des autorités publiques locales compétentes, pourrait devenir la norme.
Une nouvelle réglementation DT-DICT a précisé que les collectivités territoriales ne sont pas obligées de réaliser un PCRS, mais que cela est vivement conseillé. Certains travaux et opérations nécessitent des données plus détaillées et plus précises que celles d'un PCRS, ce qui encourage certaines collectivités à aller plus loin en créant un « référentiel très grande échelle » (RTGE).

## Dans la culture populaire
La rue est souvent symbole de rencontres, d'échanges, de partages, mais aussi de milieux plus populaires.

### Littérature
De nombreux livres abordent le thème de la rue. Par ailleurs, l'édition française « Rue du monde » contient le mot rue.

### Musique
En France, plusieurs artistes ont chanté une chanson intitulée Dans ma rue (Édith Piaf, reprise par Zaz ; Doc Gyneco ; Féfé...) ; ces chansons abordant souvent des rues des milieux populaires.

### Cinéma et télévision
La série Desperate Housewives est conçue autour des habitants d'une rue d'un quartier résidentiel, Wisteria Lane.

### Ressource radiophonique
- Jean-Noël Jeanneney, « La rue, théâtre de la vie » [audio], émission Concordance des temps (58 min), France Culture, 19 novembre 2022.